# Expedição 43
Expedição 43 foi uma expedição humana de longa duração na Estação Espacial Internacional. Ela teve início em 11 de março de 2015, com a desacoplagem da nave Soyuz TMA-14M que levou de volta à Terra três integrantes da Expedição 42, sendo completada em seus seis tripulantes em 27 de março, com a acoplagem da Soyuz TMA-16M. Foi formada por três russos, dois norte-americanos e uma italiana. Prevista inicialmente para durar até maio de 2015, foi prolongada até 11 de junho daquele ano devido ao acidente durante o lançamento que provocou a perda de uma nave não-tripulada Progress em 28 de abril.
Dois dos integrantes desta expedição, o norte-americano Scott Kelly e o russo Mikhail Kornienko, participaram de mais três expedições consecutivas, perfazendo uma estadia de um ano no espaço, a mais longa já realizada na ISS, como teste para futuras expedições humanas à Marte.

## Tripulação
| Posição             | Primeira parte (Março de 2015) | Segunda parte (Março até junho de 2015) |
| ------------------- | ------------------------------ | --------------------------------------- |
| Comandante          | Terry Virts                    | Terry Virts                             |
| Engenheiro de voo 1 | Anton Shkaplerov               | Anton Shkaplerov                        |
| Engenheiro de voo 2 | Samantha Cristoforetti         | Samantha Cristoforetti                  |
| Engenheiro de voo 3 |                                | Gennady Padalka                         |
| Engenheiro de voo 4 |                                | Mikhail Kornienko                       |
| Engenheiro de voo 5 |                                | Scott Kelly                             |

## Insígnia da missão
A insígnia desta missão tem a forma de um hexágono, representando os seis tripulantes, cosmonautas e astronautas, que viverão e trabalharão na ISS. Dentro do hexágono, que tem o nome dos tripulantes em cada um de seus seis lados, a estação aparece em órbita terrestre, representado a parceria multinacional que construiu, desenvolveu e continua a operar a ISS em benefício da Humanidade. O nascer do Sol marca o início de um novo dia, refletindo o fato de que a Humanidade ainda se encontra no amanhecer da pesquisa espacial. A Lua e os planetas mostrados representam a futura exploração espacial. Finalmente, as cinco estrelas homenageam as cinco tripulações humanas que pereceram durante a exploração espacial.

## Missão
Algumas das principais pesquisas desta expedição incluem o estudo de meteoros que penetram na atmosfera terrestre e a realização da testes de um novo material sintético feito com características humanas – um músculo sintético – quando exposto às duras condições da microgravidade no espaço. Ela também marca o início de uma série de longas pesquisas sobre a saúde humana feita em Kelly e Kornienko durante todo seu período de um ano em órbita, que entrará pelas três próximas expedições. O norte-americano Kelly, que tem um irmão gêmeo também ex-astronauta, Mark Kelly, será submetido a testes na ISS ao mesmo tempo que seu irmão na Terra, de maneira a estudar as possiveis diferenças que surjam entre os dois gêmeos, em ambientes diferentes.
Em 28 de abril, a nave não-tripulada Progress M-27M, que transportava 2,5 toneladas de suprimentos e equipamentos para a tripulação da expedição, perdeu o controle após o lançamento e ficou girando em órbita, sendo dada como perdida pelo Centro de Controle de Voos Espaciais (CCVE) em terra. Sua reentrada fora de controle se deu sobre o Oceano Pacífico, às 02:04 UTC de 8 de maio, desintegrando-se na reentrada da atmosfera.
O fato causou o adiamento do fim da expedição, prevista para 14 de maio. Ela encerrou-se finalmente em 11 de junho de 2015, com o desacoplamento e o retorno à Terra da Soyuz TMA-15M, trazendo de volta três dos tripulantes, Shkaplerov, Virts e Cristoforetti.

## Galeria

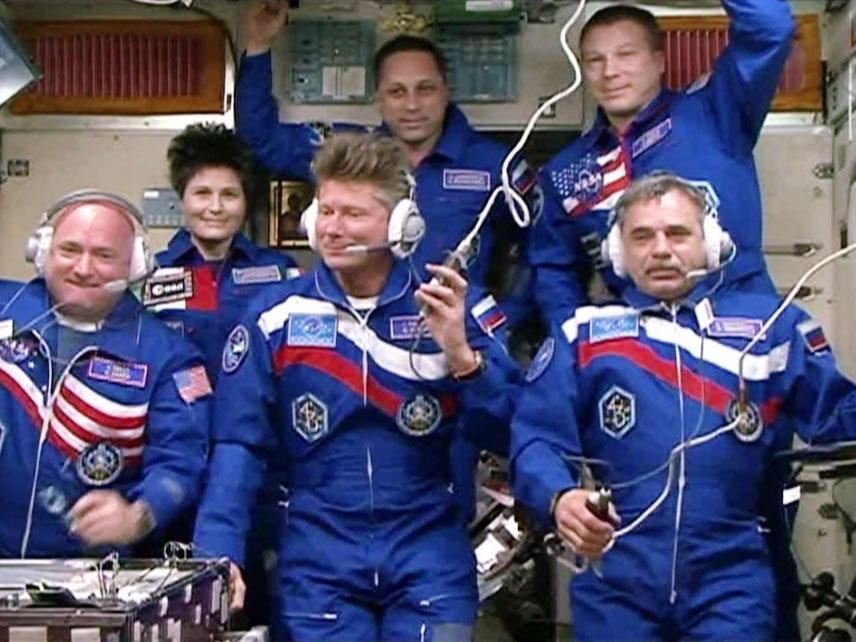
A tripulação durante a cerimônia de boas-vindas à ISS.
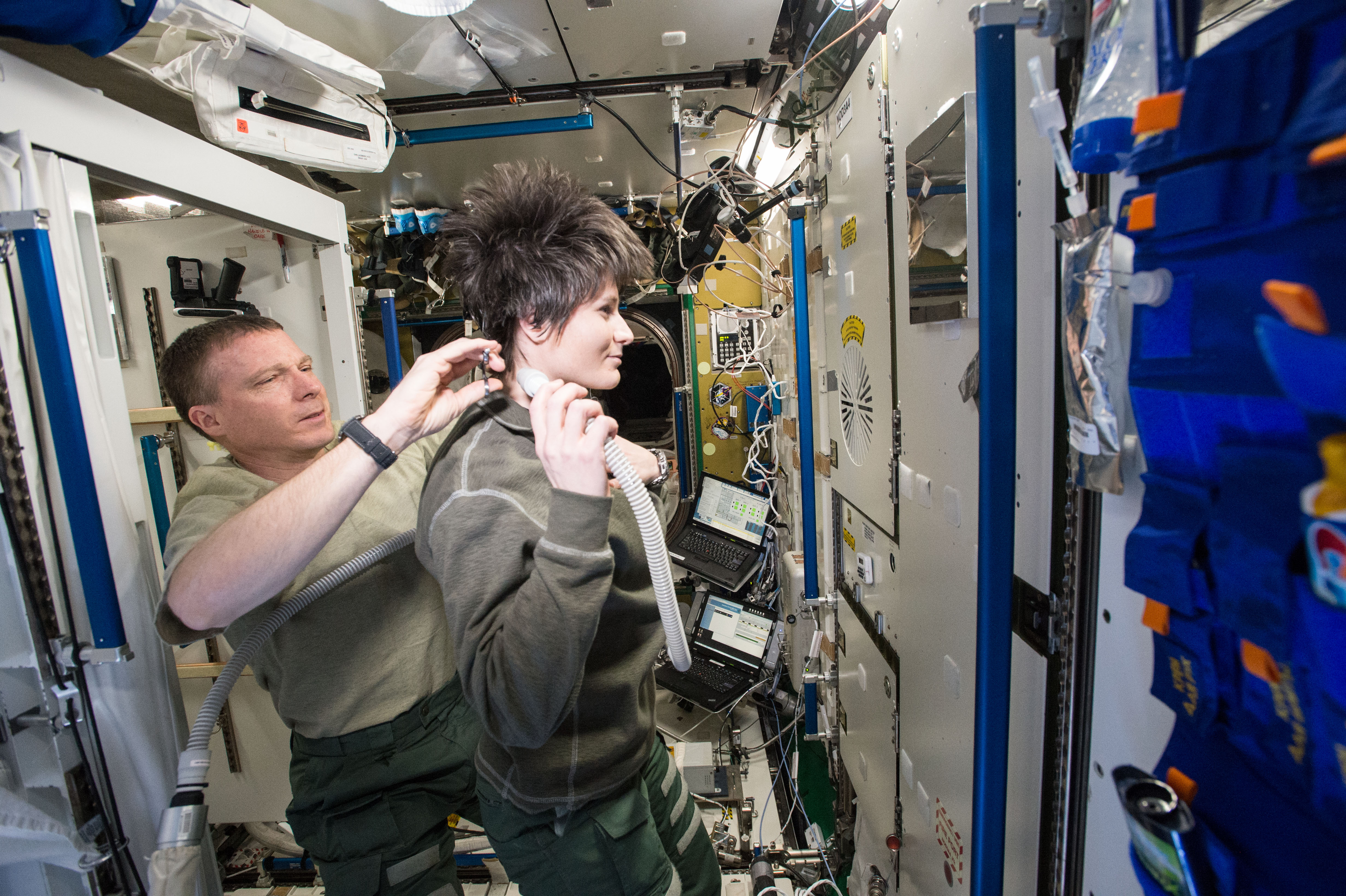
Samantha Cristoforetti em sessão de corte de cabelos por Terry Virts. Ela segura um aspirador de mão à vácuo, que suga o cabelo assim que cortado.
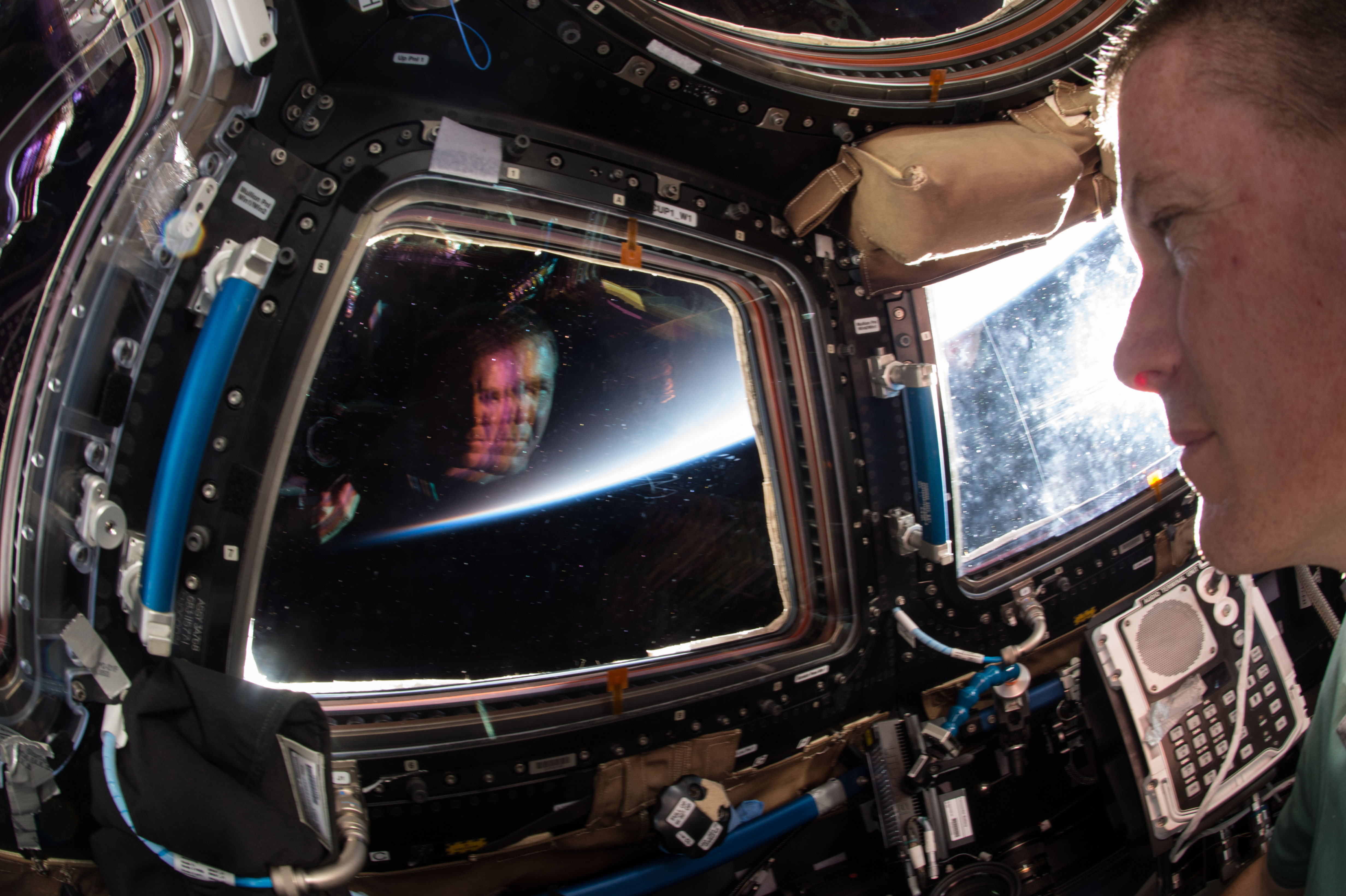
O comandante Virts observa a Terra e o espaço através da Cúpula da ISS.
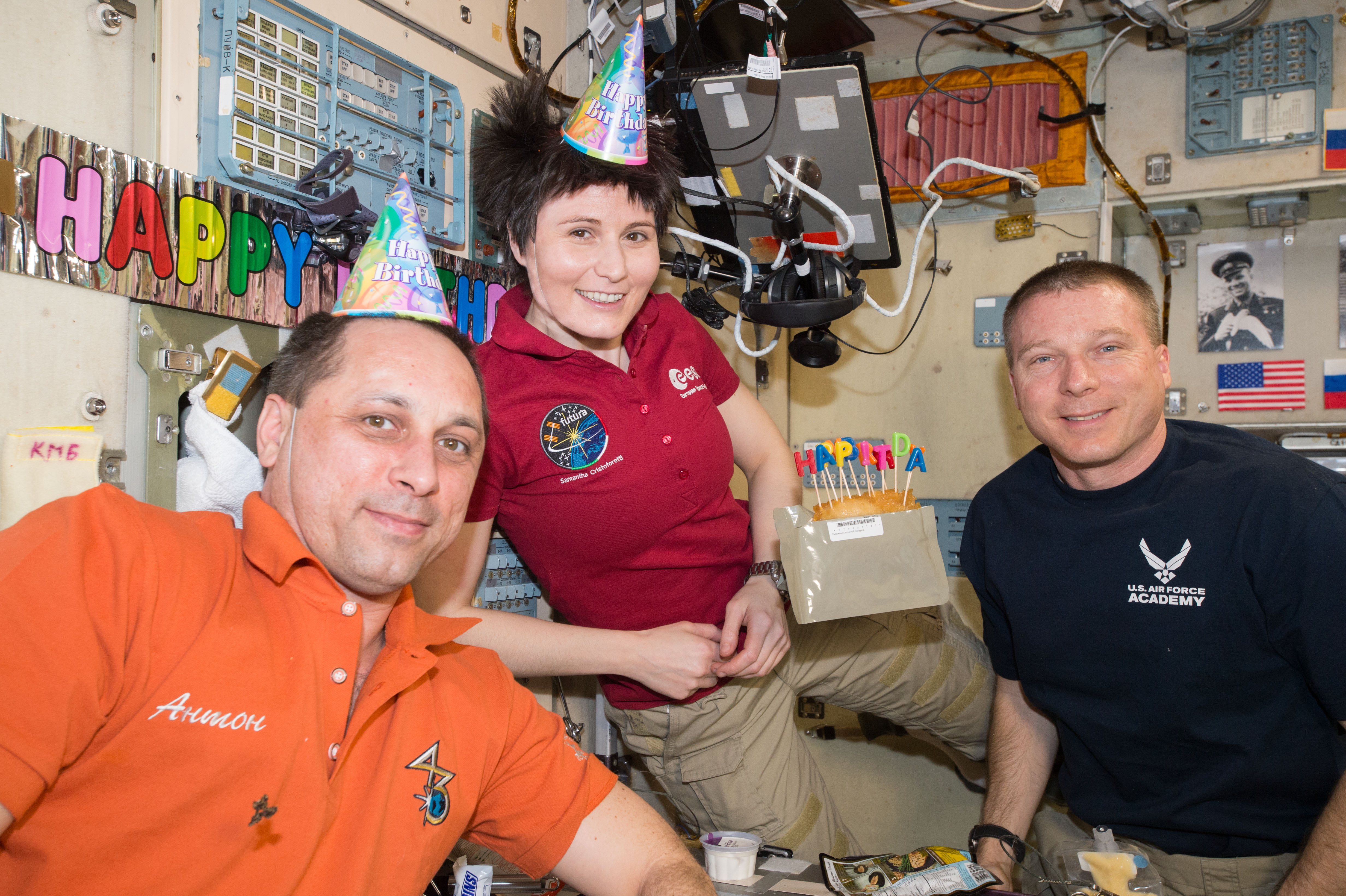
A tripulação comemora o aniversário de 38 anos da italiana Cristoforetti.
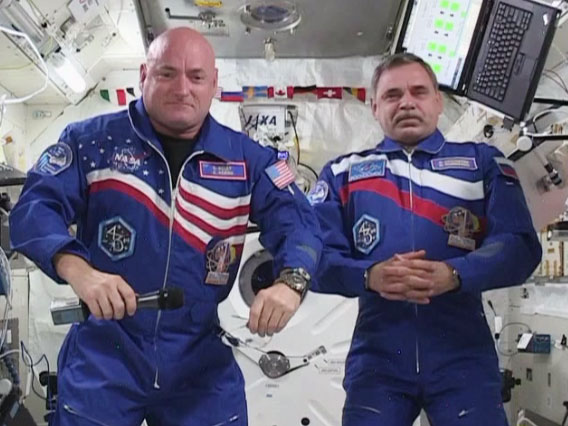
Kelly e Kurnienko, os dois integrantes da "One-Year Crew Mission" que passarão um ano na ISS, no módulo japonês Kibo.
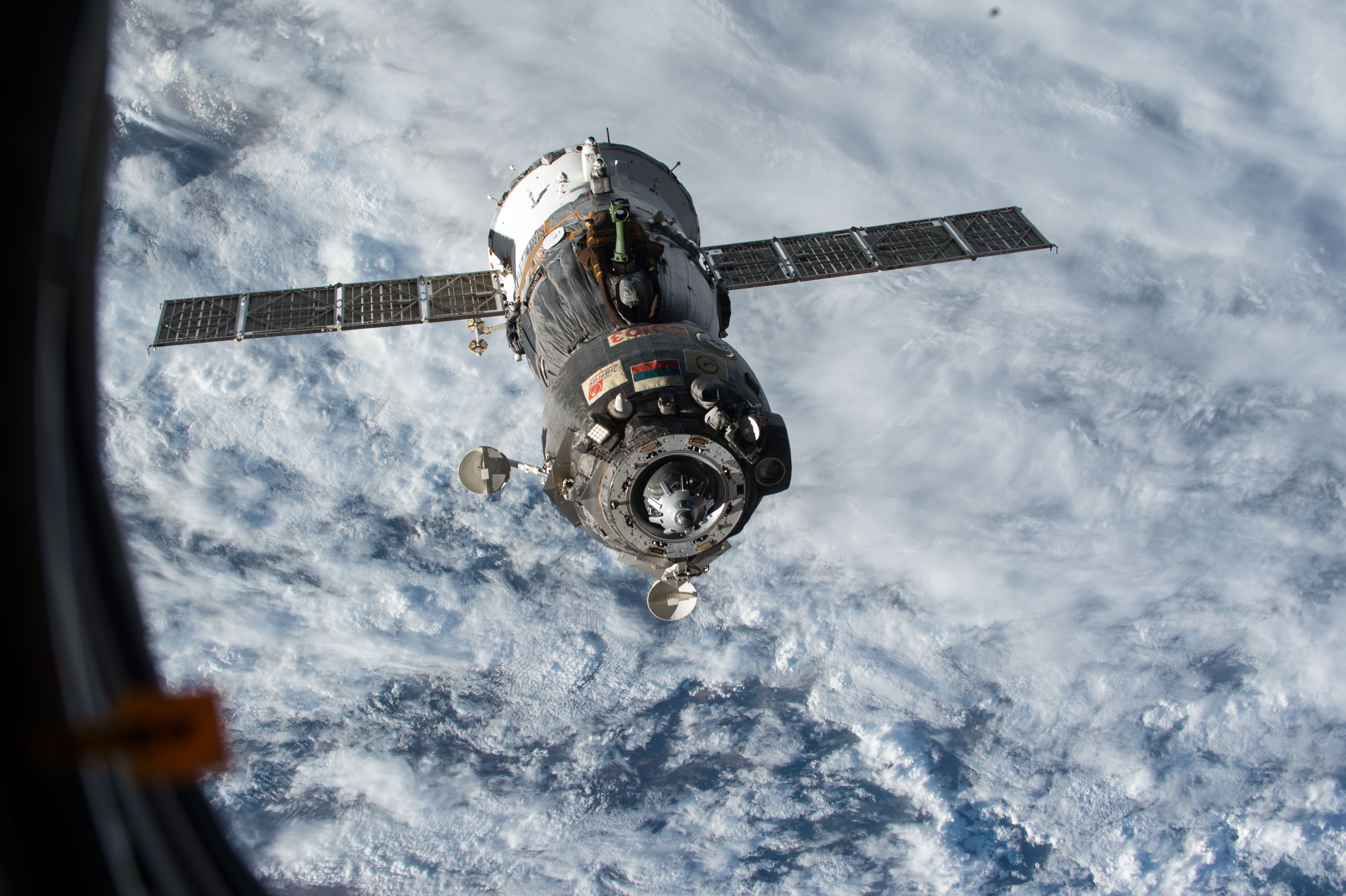
A Soyuz TMA-15M  levando de volta os astronautas Shkaplerov, Virts e Cristoforetti, desacopla da ISS encerrando oficialmente a expedição.